# Sahavato
Sahavato – miasto i gmina na Madagaskarze. Należy do dystryktu Nosy Varika, który jest częścią regionu Vatovavy-Fitovinany. W spisie ludności z 2001 roku, ludność gminy oszacowano na 28 tys.
Znajduje się tu port rzeczny. W mieście dostępne są szkoły podstawowe i gimnazja. Około 90% mieszkańców gminy to rolnicy. Najważniejszą uprawą jest kawa, a inne ważne produkty to maniok i ryż. Usługi zapewniają zatrudnienie dla 10% populacji gminy.